# Drepanocladus longicuspis
Drepanocladus longicuspis là một loài Rêu trong họ Amblystegiaceae. Loài này được (Lindb. & Arnell) Broth. mô tả khoa học đầu tiên năm 1908.